# Gitelman-Syndrom
Das Gitelman-Syndrom ist eine sehr seltene autosomal-rezessiv vererbte Nierenkrankheit. Es ist eine Tubulopathie.

## Genetik
Das für das Gitelman-Syndrom verantwortliche SLC12A3-Gen [Solute carrier family 12 (sodium/potassium/chloride transporters), member 3] liegt beim Menschen auf Chromosom 16 Genlocus q13.
Mutationen im SLC12A3-Gen führen zum Gitelman-Syndrom. Das Gen kodiert das NCC-Protein (Thiazid-sensitiver NaCl-Co-Transporter, NCCT), das im distalen Konvolut der Nierenkanälchen (distal convoluted tubule,  DCT) des Nephrons in den Nieren für den transepithelialen Transport von Kochsalz (NaCl) verantwortlich ist. Mehr als 180 verschiedene Mutationen, die sich über das gesamte Protein verteilen, sind bekannt.
Das Gitelman-Syndrom ist genetisch homogen und entsteht fast nur bei loss-of-function-Mutationen im thiazidsensitiven Natrium-Chlor-Kotransporter des distalen Konvoluts im Tubulus.
Eine vorgeburtliche Diagnose (Pränataldiagnostik) des Gitelman-Syndroms ist zwar technisch möglich, wird aber wegen der relativ guten Prognose der meisten Patienten nicht empfohlen. Wichtig ist jedoch eine genetische Beratung.

## Pathophysiologie
Tatsächliche Tubulopathien mit diuretischer Wirkung sind sehr selten. Beispiele sind der Diabetes insipidus renalis als Spezialfall des Diabetes insipidus und das renale Fanconi-Syndrom. Bei der hereditären Hartnup-Krankheit, beim Lowe-Syndrom und auch beim Gitelman-Syndrom kommt es dagegen nicht zur Polyurie. Noch seltener sind isolierte Tubuluskrankheiten mit vergrößerter Rückresorptionsquote und infolgedessen mit dem Symptom einer tendenziellen Anurie. Hier ist das Liddle-Syndrom ein Beispiel. Man spricht hier von einer krankhaften Funktionsverbesserung (englisch: gain of function).
Eine Inaktivierung des NCCT beim Gitelman-Syndrom führt zu einer Aktivierung des Renin-Angiotensin-Aldosteron-Systems (RAAS). Diese RAAS-Aktivierung ist also die Folge der reduzierten tubulären Rückresorption von Natrium und Chlor. Durch diesen Salzverlust kommt zur Dehydrierung. Das RAAS versucht eine Kompensation. So kommt es zu niedrigen Kaliumspiegeln im Blutserum. Viele Einzelheiten sind hier noch ungeklärt.

## Prävalenz
Das Gitelman-Syndrom manifestiert sich erst, wenn die mutierten Allele in homozygoter Form vorliegen. Die Krankheit ist aus diesem Grund ausgesprochen selten.
Die Prävalenz heterozygoter Merkmalsträger liegt nach Schätzungen mindestens bei 1 %. Auf die Gesamtbevölkerung gerechnet liegt die Prävalenz des Gitelman-Syndroms bei etwa 2 : 100.000 oder bei 1 : 40.000.

## Symptome
Die Symptome des Gitelman-Syndroms treten erstmals im Alter von ungefähr sechs Jahren auf. Die Symptome können dabei ein breites Spektrum abdecken. So verläuft das Gitelman-Syndrom in einigen Fällen auch symptomlos. Von milden Symptomen, wie leichten Muskelkrämpfen und Müdigkeit, über Bauchschmerzen und Erbrechen bis hin zu schweren Manifestationen, wie krampfartigen Störungen in der Motorik (Tetanien), vollständiger Lähmung der Skelettmuskeln (Plegien) und Auflösung der quergestreiften Muskelfasern (Rhabdomyolyse), reicht dabei das Spektrum. Beschrieben werden außerdem Fieber, tetanische Anfälle, Obstipationen, Gelenkschmerzen, eine Chondrokalzinose, ein Kleinwuchs (mit Wachstumsretardierung) und Herzrhythmusstörungen.

## Diagnostik
Im Serum sind Renin und Aldosteron erhöht. In der Histologie findet man eine Hyperplasie des juxtaglomerulären Apparates. Außerdem zeigt sich oft ein normotones Blutdruckverhalten.
Im Blut zeigt sich das Gitelman-Syndrom durch einen Magnesium- und Kaliummangel (Hypomagnesiämie bzw. Hypokaliämie) und im Urin durch eine entsprechend vermehrte Ausscheidung von Magnesium (Hypermagnesiurie). Im Urin ist des Weiteren eine verminderte Ausscheidung von Calcium (Hypokalziurie) messbar.
Die Ursachen der Hypomagnesiämie und der Hypokalziurie sind noch weitgehend unklar. Im Gegensatz dazu liegt bei dem verwandten Bartter-Syndrom eine Hyperkalziurie vor. Bei den betroffenen Patienten manifestiert sich das Gitelman-Syndrom noch durch eine hypokaliämische Alkalose, durch einen renalem Salzverlust und manchmal auch durch einen erniedrigten Blutdruck (arterielle Hypotonie).
Im Erwachsenenalter sollte durch toxikologische Untersuchungen diffentialdiagnostisch ein Diuretika-Abusus ausgeschlossen werden.

## Therapie
Die Therapie erfolgt abhängig von den Symptomen. Neben der Gabe von Magnesium-, Natrium- und Kalium-Ionen können ACE-Hemmer und Spironolacton verabreicht werden.

## Verlauf und Prognose
Die Prognose ist bei einer entsprechenden Therapie und Therapiekontrolle günstig. Über die Langzeitauswirkungen liegen noch zu wenige Daten vor.

## Geschichtliches
Das Gitelman-Syndrom wurde erstmals 1966 von dem Nephrologen Hillel Jonathan Gitelman (1932 bis 2015) beschrieben. Er beobachtete entsprechende Symptome bei zwei Schwestern. Später haben Gitelman und seine Kollegen das verantwortliche Gen identifiziert und isoliert.
Bei einigen Patienten, die Symptome des Bartter-Syndroms zeigten, stellte Gitelman eine Reihe von unterschiedlichen Symptomen fest. So bemerkte er, dass diese Krankheit – im Vergleich zum Bartter-Syndrom – deutlich später ausbricht und sich meistens nicht auf die Körperlänge der Patienten auswirkt. Ebenso entwickeln sie weder eine Polyurie noch eine Polydipsie. Es kommt auch nicht zur Niereninsuffizienz.
Zur Abgrenzung spricht man auch von der Gitelman-Variante des Bartter-Syndroms: „Klinisch unterscheidet man das sogenannte true Bartter's syndrome vom Gitelman-Syndrom.“ In der Kinder-Nephrologie grenzt man das klassische Bartter-Syndrom von der thiazid-ähnlichen Salzverlusttubulopathie (Gitelman-Syndrom) ab.